# Ондозеро
Ондозеро(Ондозерское водохранилище) — пресноводное озеро, водохранилище в Карелии, располагается на территории Сегежского и Муезерского районов.

## Общие сведения
Котловина ледникового происхождения.
Уровень воды в озере регулируется через сток реки Онда, зарегулированный в 1955 году лесосплавной плотиной. Амплитуда колебаний уровня 2,1 м. Береговая линия значительно изрезана. Наиболее крупные заливы: Ондозерская губа, Каливолахти, Коргуба, залив перед истоком р. Онды. Многочисленные мелкие губы
Покрыто льдом с начала ноября по начало мая. Температура воды летом достигает на мелководьях 25 °C, а в открытых участках около 20 °C.
Всего островов насчитывается 54. Площадь островов составляет 10,6 км², крупнейшие из них: Тероншари (4,86 км²), Войшари, Лайдашари, Сунашари, Улья-Шари, имеется также два небольших архипелага: Пурутшарет и Шаламашарет.
Берега озера невысокие, преимущественно каменистые, местами песчаные, редко заболоченные. Западный берег выше восточного.
Используется в целях гидроэнергетики для регулирования Выгского каскада ГЭС.

## Бассейн
В озеро впадают реки:
- Онда
- Елма
- Паю (с истоком из Койваярви)
- Кохтаоя (протекает озеро Кохталамби)
- В Ондозеро также втекает протока из озера Лаяни

Имеет сток из южной части через реку Онда.
Водная растительность представлена тростником и камышом. Грунты илистые.
В озере обитают ряпушка, сиг, хариус, щука, плотва, елец, язь, гольян, лещ, налим, колюшка, окунь и ёрш.
Озеро замерзает в начале ноября, вскрывается ото льда в начале мая.